# 可可西里
可可西里（即“青色的山梁”），藏语中称阿卿贡嘉（藏語：ཨ་ཆེན་གངས་རྒྱལ།，威利转写：a chen gangs rgyal，THL：Achenganggyel，藏语拼音：Aqênganggyai，即“万山之王”），位于青藏高原东北部，夹在唐古拉山和昆仑山之间，是世界第三大无人区，也是中國四大無人區之一（其他無人區還有羅布泊、羌塘（藏北高原）、阿爾金山），因此保留着完全的原始自然状态，成为野生动物的一片乐土。1990年代以来可可西里地区发生的对藏羚羊盗猎和反盗猎事件成为舆论关注的焦点之一。
2015年，青海可可西里被列入中国世界遗产预备名录。2017年7月7日，在联合国教科文组织第41届世界遗产委员会大会上通过终审，列入《世界遗产名录》，成为中国第51项世界遗产。
青海可可西里遗产地面积37356.32平方公里，缓冲区面积22909.04平方公里，包含4500米海拔以上高寒山区和草原系统，基本未曾受到人类活动的影响。该遗产地从西北向东南逐渐向下倾斜，昆仑山脉、可可西里山脉和乌兰乌拉山脉在此由东向西延伸达500 多公里，并在两大盆地间几乎成平行趋势，形成了当地“三山间两盆”的说法。这些湖泊盆地所构成的平坦、开阔的地势，带来了整个青藏高原保存最为完好的夷表面以及罕见的高密度的湖泊。这些湖泊展现了一系列完整的演替阶段，形成了重要的长江源头流域和以水体为主体的壮丽景观。可可西里属于寒冷的高原气候，每年平均气温在4℃到-9℃，最低温度有时达到-45℃，干湿季明显，降水集中在夏季。行政區域屬於青海省玉樹藏族自治州西部治多縣。
这里独特的地理和气候条件培育出独特的生物多样性——超过1/3 的植物物种和60% 的哺乳动物物种为高原特有，而依赖这些植物生存的所有食草动物也是高原地区特有的物种。不便的交通和恶劣的气候的共同作用，让这片遗产地几乎完全免遭人类的影响。因此，这里提供了全球几乎不可替代的生物多样性保护资源，是青藏高原众多特有物种“最后的避难所”，包括受威胁的藏羚羊和世界近一半的野牦牛种群。

## 登录基准
该世界遗产被认为满足世界遗产登录基准中的以下基准而予以登录：
- （vii）包含出色的自然美景与美学重要性的自然现象或地区。青海可可西里地处世界上最大、最高、现存时间最短的高原——青藏高原地区。 随着持续性的地质构造过程，该遗产地仍是青藏高原地区最为完整的夷平面地区和盆地，这种地理单元的完整性已经保持了近三亿年。这里是高原上湖泊最集中的地区，呈现出高海拔地区异常多样的湖泊盆地和内陆湖泊景观。广阔无垠的景象以及严酷荒芜的野外景观所带来的视觉冲击，展现了一个时间都仿佛被冻结的世界。但这里还充分展示着世界上第一高原不断变化的地貌和生态系统。此地的自然过程和特征，触及了人类所有的感官，并在规模上挑战了人类的尺度。该遗产地倾斜的空间格局造就了多样的植物带，成为了青藏高原的一大特征。横向上，遗产地的辽阔地域清晰地显示了在高山环境中草甸-草原-沙漠的演替。湖泊平原周围有各种各样的湿地。高山草甸和草原、崎岖的山脉和河流进一步推动了可可西里多样栖息地的形成。因为基本不受人类的干预，这些栖息地共同组成了壮观的荒原景观，成为了藏羚羊、野牦牛、野驴（Equus Kiang）、狼（Canislupus）和棕熊（Ursusarctos）的家园，这些动物时常出现在遗产地。大量的野生有蹄类动物也居住在此，基本包括了世界上40%的藏羚羊和50%的野牦牛。可可西里完好保存了藏羚羊的栖息地，及其完整的生命周期自然进程，包括长距离迁徙后雌性藏羚羊聚集产仔的景象。
- （x）拥有最重要及显著的多元性生物自然生态栖息地，包含从保育或科学的角度来看，符合普世价值的濒临绝种动物种。植物群落的特有分布，以及高海拔和寒冷的气候都促成了遗产地动物群落内部相似的高度特有和地区性。高山草原构成遗产地植被总面积的45%，以紫花针茅为主。其他植被类型包括高山草甸和高山稀疏植被。超过三分之一的遗产地高等植物为高原所特有，所有以这些植物饲料为食的食草哺乳动物也是高原特有的。该遗产地为草原大型哺乳动物群落在青藏高原上保留了完整的不受干扰的栖息地。这片特殊的生物地理和生态区域是藏羚羊、野牦牛、藏野驴和藏瞪羚等大型有蹄类动物的家园。最具代表性的动物，即藏羚羊，被列入“世界自然保护联盟红皮书”（IUCN）濒危物种和“濒危物种公约”（CITES）。shice